# 康涅狄格基本法
康涅狄格基本法（英語：Fundamental Orders of Connecticut）是1639年1月24日康涅狄格殖民地会议在哈特福德采纳的成文宪法性文件，该基本法叙述了康涅狄格城镇设立政府，设定了其结构和权力，以图当地政府获得入海口并从事贸易。康涅狄格基本法被认为是第一部按西方传统起草的成文宪法，与19年前的《五月花号公约》类似。康涅狄格州也因此获得“宪法州”的称号。